# (31913) 2000 GM56
2000 GM56 (asteroide 31913) é um asteroide da cintura principal. Possui uma excentricidade de 0.30286240 e uma inclinação de 10.80686º.
Este asteroide foi descoberto no dia 5 de abril de 2000 por LINEAR em Socorro.